# Триперстовые
Трипе́рстовые (лат. Tridactyloidea) — надсемейство короткоусых прямокрылых насекомых. Монофилия группы подтверждается многочисленными морфологическими признаками: [1] простернум соединяется прямо с пронотумом через прекоксальные кили; [2] передние лапки состоят из 2 члеников, присоединённых к внутренней поверхности передних голеней; [3] средние лапки состоят из двух тарзомер; [4] задние лапки всегда редуцированные и состоят только из одного членика; [5] аролии отсутствуют; [6] брюшко состоит из 9 полностью склеротизированных стернитов у обоих полов, девятый стернит формирует простую субгенитальную пластинку.

## Палеонтология
Tridactyloidea это древняя группа насекомых, хотя её ископаемые представители очень редки. Самые древние тридактилоиды известны из раннего мела Центральной Азии (Забайкалье, Монголия), Бразилии и южной Англии (Sharov 1968; Martins-Neto 1990; Gorochov 1992; Gorochov et al. 2006).

## Систематика
Включает 3 семейства:
- Семейство Cylindrachetidae Giglio-Tos, 1914
- Семейство Ripipterygidae Ander, 1939
- Семейство Триперсты (Tridactylidae) (триперстовые)